# Тито Петковски
Тито Петковски (на македонска литературна норма: Тито Петковски) е политик от Северна Македония, водач на Новата социалдемократическа партия.

## Биография
Петковски е роден в 1945 година в кривопаланечкото село Псача тогава в Югославия, днес в Северна Македония. Завършва Юридическия факултет на Скопския университет. Работи в Общинския съд в Крива паланка, като юрист в Републиканския институт за урбанизъм и в Изпълнителния съвет на Събранието на Скопие. След това в 1986 година започва партийна кариера като секретар на градския комитет на Съюза на комунистите на Македония. След две години става секретар на Централния комитет на СКМ. В 1990 година става депутат и заместник-председател Събранието на републиката и оттогава е депутат във всички следващи парламенти от Социалдемократическия съюз на Македония. В 1996 година става председател на Събранието.
На изборите за президент в 1999 година е кандидат на СДСМ, но губи от кандидата на ВМРО-ДПМНЕ, Борис Трайковски. 
На 30 ноември 2005 година Тито Петковски формира Нова социалдемократическа партия, от чиято листа става депутат през 2006 година.